# Fonction d'une variable complexe différentiable au sens réel
Cet article constitue essentiellement une introduction à l'article sur les équations de Cauchy-Riemann. Il définit, pour les fonctions d'une variable complexe et à valeurs complexes, les dérivées partielles (par rapport à {\displaystyle x,y} ou {\displaystyle z,{\bar {z}}}) et la différentiabilité au sens réel.
On considère une fonction {\displaystyle f:U\to \mathbb {C} } d'une variable complexe, définie sur un sous-ensemble ouvert U du plan complexe {\displaystyle \mathbb {C} }. On utilisera les notations suivantes :
- la variable complexe {\displaystyle z} sera notée {\displaystyle x+i\,y}, où x, y sont réels ;
- les parties réelle et imaginaire de {\displaystyle f(z)=f(x+i\,y)} seront notées respectivement {\displaystyle P(x,y)} et {\displaystyle Q(x,y)}, c'est-à-dire : {\displaystyle f(z)=P(x,y)+i\,Q(x,y)}, où {\displaystyle P,\,Q} sont deux fonctions réelles de deux variables réelles.

## Dérivées partielles d'une fonction d'une variable complexe

### Dérivées partielles par rapport àxety
Définition  : soit {\displaystyle z_{0}=x_{0}+i\,y_{0}\in U}, où {\displaystyle x_{0},\,y_{0}} sont réels.
- on dit que f admet une dérivée partielle (d'ordre 1) au point {\displaystyle z_{0}} par rapport à la variable x, notée {\displaystyle {\frac {\partial f}{\partial x}}(z_{0})} si la limite (finie) {\displaystyle {\frac {\partial f}{\partial x}}(z_{0})=\lim _{u\to 0,\,u\,\in \,\mathbb {R} ^{*}}{\frac {f(z_{0}+u)-f(z_{0})}{u}}} existe
- on dit que f admet une dérivée partielle (d'ordre 1) au point {\displaystyle z_{0}} par rapport à la variable y, notée {\displaystyle {\frac {\partial f}{\partial y}}(z_{0})} si la limite (finie) {\displaystyle {\frac {\partial f}{\partial y}}(z_{0})=\lim _{v\to 0,\,v\,\in \,\mathbb {R} ^{*}}{\frac {f(z_{0}+i\,v)-f(z_{0})}{v}}} existe

Propriété :
- la dérivée partielle {\displaystyle {\frac {\partial f}{\partial x}}(z_{0})} existe si et seulement si les dérivées partielles {\displaystyle {\frac {\partial P}{\partial x}}(x_{0},y_{0})}, {\displaystyle {\frac {\partial Q}{\partial x}}(x_{0},y_{0})} existent, et alors {\displaystyle {\frac {\partial f}{\partial x}}(z_{0})={\frac {\partial P}{\partial x}}(x_{0},y_{0})+i\,{\frac {\partial Q}{\partial x}}(x_{0},y_{0})}
- la dérivée partielle {\displaystyle {\frac {\partial f}{\partial y}}(z_{0})} existe si et seulement si les dérivées partielles {\displaystyle {\frac {\partial P}{\partial y}}(x_{0},y_{0})}, {\displaystyle {\frac {\partial Q}{\partial y}}(x_{0},y_{0})} existent, et alors {\displaystyle {\frac {\partial f}{\partial y}}(z_{0})={\frac {\partial P}{\partial y}}(x_{0},y_{0})+i\,{\frac {\partial Q}{\partial y}}(x_{0},y_{0})}

Dérivées partielles d'ordre supérieur :
- si, par exemple, {\displaystyle {\frac {\partial f}{\partial x}}(z_{0})} existe en tout point {\displaystyle z_{0}\in U}, on définit la fonction {\displaystyle {\frac {\partial f}{\partial x}}:U\to \mathbb {C} ,\,z\mapsto {\frac {\partial f}{\partial x}}(z)}
- si, de plus, la fonction {\displaystyle {\frac {\partial f}{\partial x}}} admet une dérivée partielle d'ordre 1 au point {\displaystyle z_{0}} par rapport à la variable x, on la note {\displaystyle {\frac {\partial ^{2}f}{\partial x^{2}}}(z_{0})} : {\displaystyle {\frac {\partial ^{2}f}{\partial x^{2}}}(z_{0})={\frac {\partial }{\partial x}}\left({\frac {\partial f}{\partial x}}\right)(z_{0})}. De manière analogue, si {\displaystyle {\frac {\partial }{\partial y}}\left({\frac {\partial f}{\partial x}}\right)(z_{0})} existe, on la note {\displaystyle {\frac {\partial ^{2}f}{\partial y\partial x}}(z_{0})}, etc.

### Dérivées partielles par rapport àzet son conjugué
Définition  : on suppose que f admette des dérivées partielles d'ordre 1 par rapport à x et y au point {\displaystyle z_{0}}. Alors, on définit :
- {\displaystyle {\frac {\partial f}{\partial z}}(z_{0})={\frac {1}{2}}\,\left({\frac {\partial f}{\partial x}}(z_{0})-i\,{\frac {\partial f}{\partial y}}(z_{0})\right)}
- {\displaystyle {\frac {\partial f}{\partial {\bar {z}}}}(z_{0})={\frac {1}{2}}\,\left({\frac {\partial f}{\partial x}}(z_{0})+i\,{\frac {\partial f}{\partial y}}(z_{0})\right)}

Propriété : en conservant les hypothèses précédentes
- {\displaystyle {\frac {\partial f}{\partial x}}(z_{0})={\frac {\partial f}{\partial z}}(z_{0})+{\frac {\partial f}{\partial {\bar {z}}}}(z_{0})}
- {\displaystyle {\frac {\partial f}{\partial y}}(z_{0})=i\,\left({\frac {\partial f}{\partial z}}(z_{0})-{\frac {\partial f}{\partial {\bar {z}}}}(z_{0})\right)}

## Différentiabilité au sens réel des fonctions d'une variable complexe
On dit qu'une fonction d'une variable complexe est différentiable au sens réel, ou {\displaystyle \mathbb {R} }-différentiable en un point si on peut l'approcher localement (au voisinage de ce point) par la somme d'une constante et d'une fonction {\displaystyle \mathbb {R} }-linéaire ; cette dernière est alors unique, et s'appelle différentielle de la fonction au point considéré.
Plus précisément, cela veut dire que {\displaystyle f}, en tant que fonction de deux variables réelles, admet au voisinage du point considéré un développement limité d'ordre 1, dont la différentielle est la partie linéaire.
- Définition  : on dit qu'une application {\displaystyle L:\mathbb {C} \to \mathbb {C} } est {\displaystyle \mathbb {R} }-linéaire si : {\displaystyle \forall \,\alpha \in \mathbb {R} ,\forall \,\beta \in \mathbb {R} ,\forall \,z\in \mathbb {C} ,\forall \,w\in \mathbb {C} ,L(\alpha \,z+\beta \,w)=\alpha L(z)+\beta L(w)}.
  - (alors : {\displaystyle \forall u\in \mathbb {R} ,\,\forall v\in \mathbb {R} ,\,L(u+i\,v)=uL(1)+vL(i)})

- Définition  : on dit que la fonction {\displaystyle f:U\to \mathbb {C} } est {\displaystyle \mathbb {R} }-différentiable en un point {\displaystyle z_{0}\in U} s'il existe une application {\displaystyle \mathbb {R} }-linéaire {\displaystyle L:\mathbb {C} \to \mathbb {C} } et une fonction {\displaystyle \epsilon } d'une variable complexe telles que {\displaystyle \epsilon (h)\to 0} lorsque {\displaystyle h\to 0} et {\displaystyle f(z_{0}+h)=f(z_{0})+L(h)+h\,\epsilon (h)} (en supposant que {\displaystyle |h|<r}, où r est le rayon d'une boule ouverte telle que {\displaystyle B(z_{0},\,r)\subset U}).
  - Lorsqu'elle existe, l'application L est unique (ceci résulte de la propriété suivante) ; on l'appelle {\displaystyle \mathbb {R} }-différentielle ou différentielle de {\displaystyle f} en {\displaystyle z_{0}} et on la note habituellement {\displaystyle df(z_{0})}.
  - On dit que {\displaystyle f} est {\displaystyle \mathbb {R} }-différentiable sur U si elle est {\displaystyle \mathbb {R} }-différentiable en tout point de U.

- Propriété : si {\displaystyle f} est {\displaystyle \mathbb {R} }-différentiable en un point {\displaystyle z_{0}\in U}, alors :
  - elle est continue en {\displaystyle z_{0}} ;
  - elle admet des dérivées partielles d'ordre 1 en {\displaystyle z_{0}}, et {\displaystyle {\frac {\partial f}{\partial x}}(z_{0})=L(1)=df(z_{0})(1)}, {\displaystyle {\frac {\partial f}{\partial y}}(z_{0})=L(i)=df(z_{0})(i)}.

Démonstration :
- continuité : {\displaystyle f(z_{0}+h)=f(z_{0})+L(h)+h\,\epsilon (h)\to f(z_{0})} lorsque {\displaystyle h\to 0} parce que {\displaystyle L(h)\to 0} (la {\displaystyle \mathbb {R} }-différentielle L est un endomorphisme d'un espace vectoriel de dimension finie, donc elle est continue) et {\displaystyle h\,\epsilon (h)\to 0}.
- existence et expression des dérivées partielles d'ordre 1 :
  - pour tout u réel tel que {\displaystyle |u|<r}, {\displaystyle f(z_{0}+u)=f(z_{0})+L(u)+u\,\epsilon (u)=f(z_{0})+uL(1)+u\,\epsilon (u)} ; donc, si {\displaystyle u\neq 0}, {\displaystyle {\frac {f(z_{0}+u)-f(z_{0})}{u}}=L(1)+\epsilon (u)\to L(1)} lorsque {\displaystyle u\to 0} : ceci prouve l'existence de la dérivée partielle de la fonction {\displaystyle f} en {\displaystyle z_{0}} par rapport à {\displaystyle x}, et la relation {\displaystyle {\frac {\partial f}{\partial x}}(z_{0})=L(1)}
  - pour tout v réel tel que {\displaystyle |v|<r}, {\displaystyle f(z_{0}+i\,v)=f(z_{0})+L(i\,v)+i\,v\,\epsilon (i\,v)=f(z_{0})+vL(i)+i\,v\,\epsilon (i\,v)} ; donc, si {\displaystyle v\neq 0}, {\displaystyle {\frac {f(z_{0}+i\,v)-f(z_{0})}{v}}=L(i)+i\,\epsilon (i\,v)\to L(i)} lorsque {\displaystyle v\to 0} : ceci prouve l'existence de la dérivée partielle de la fonction {\displaystyle f} en {\displaystyle z_{0}} par rapport à {\displaystyle y}, et la relation {\displaystyle {\frac {\partial f}{\partial y}}(z_{0})=L(i)}.

- Théorème : une condition suffisante (non nécessaire) de {\displaystyle \mathbb {R} }-différentiabilité en un point, ou sur un ouvert.
  - Soit {\displaystyle z_{0}\in U}. Si {\displaystyle f} admet des dérivées partielles d'ordre 1 par rapport à x et y (ou à {\displaystyle z} et {\displaystyle {\bar {z}}}) en tout point d'un voisinage de {\displaystyle z_{0}}, et si {\displaystyle {\frac {\partial f}{\partial x}}}, {\displaystyle {\frac {\partial f}{\partial y}}} (ou {\displaystyle {\frac {\partial f}{\partial z}}}, {\displaystyle {\frac {\partial f}{\partial {\bar {z}}}}}) sont continues en {\displaystyle z_{0}}, alors {\displaystyle f} est {\displaystyle \mathbb {R} }-différentiable en {\displaystyle z_{0}}
  - En particulier, si {\displaystyle f} admet des dérivées partielles d'ordre 1 par rapport à x et y (ou à {\displaystyle z} et {\displaystyle {\bar {z}}}) définies et continues en tout point de l'ouvert U, la fonction {\displaystyle f} est {\displaystyle \mathbb {R} }-différentiable sur U. Dans ce cas, on dit que {\displaystyle f} est {\displaystyle \mathbb {R} }-continûment différentiable sur U, ou de classe {\displaystyle C^{1}} sur U.